# José López Rodríguez (futbolista)
José López Rodríguez, conegut futbolísticament com a José, (Ferrol, 22 de març de 1943) és un antic futbolista gallec de la dècada de 1960.

## Trajectòria
Després de jugar al Racing de Ferrol, fitxà pel Celta de Vigo l'estiu de 1964, quan el club de Vigo jugava a Segona Divisió. Inicialment, la seva posició al camp era de centrecampista, però posteriorment l'endarrerí a la de defensa. Després de passar per la Melilla CF fitxà pel CE Europa l'any 1966, quan el club gracienc jugava a Segona Divisió. Després d'una bona temporada i mitja fou fitxat pel RCD Espanyol durant la segona meitat de la temporada 1967-68. Amb l'Espanyol jugà temporada i mitja, debutant a primera divisió, on disputà 12 partits. El 1969 marxà al Granada CF, on disputà dues noves campanyes a Primera. L'any 1971 fitxà al Reial Múrcia CF, club on durant tres temporades passà de Tercera a primera divisió. La temporada 1974-75 fitxà per la UE Sant Andreu, jugant 38 partits a Segona Divisió. La temporada següent visqué una situació curiosa. Demanà la baixa del Sant Andreu per exercir com a secretari tècnic del Múrcia, però durant la temporada, a causa de la mala campanya de l'equip, acabà retornant als terrenys de joc com a futbolista.
Un cop retirat esdevingué entrenador, exercint, entre d'altres, al Deportivo de La Coruña i al Racing de Ferrol.